# Emiliano Tabone
Emiliano Daniel Tabone (Balcarce, Provincia de Buenos Aires, Argentina, 8 de enero de 1991) es un futbolista argentino que juega en Club Atlético Excursionistas que milita en la Primera C.

## Clubes
| Club                   | País      | Año         |
| ---------------------- | --------- | ----------- |
| Unión Temuco           | Chile     | 2011        |
| Defensores de Belgrano | Argentina | 2012-2013   |
| Rivadavia de Lincoln   | Argentina | 2013-2014   |
| Colegiales             | Argentina | 2014        |
| Rivadavia de Lincoln   | Argentina | 2015        |
| Gimnasia de Mendoza    | Argentina | 2016        |
| AD Berazategui         | Argentina | 2016        |
| San Martin de Mendoza  | Argentina | 2017        |
| Fenix                  | Argentina | 2018 - 2019 |
| Real Pilar             | Argentina | 2019 - 2020 |
| Deportivo Español      | Argentina | 2021        |
| Real Pilar             | Argentina | 2022        |
| Excursionistas         | Argentina | 2023        |

## Palmarés

### Torneos locales
| Título                  | Club                         | País      | Año  |
| ----------------------- | ---------------------------- | --------- | ---- |
| Primera B Metropolitana | Club Atlético Excursionistas | Argentina | 2023 |

### Distinciones individuales
| Distinción                                | Año  |
| ----------------------------------------- | ---- |
| Goleador del Torneo Federal B (19 goles). | 2015 |